# Atmende Wand
Die atmende Wand ist die auf eine These Max von Pettenkofers (1818–1901) zurückgehende Vorstellung, eine Wand müsse „atmen“ können (im Sinne von Luftdurchlässigkeit = Konvektion), um ein behagliches Raumklima zu schaffen und Schimmel an Wandstellen zu vermeiden. Tatsächlich waren weder damalige typische Wände luftdurchlässig noch heutige.
Die Baubiologie greift trotzdem heute noch auf diesen Begriff zurück, teils in der ursprünglichen Bedeutung für durch Konvektion, teils für die Wasserdampfdurchlässigkeit (Diffusion) von Baustoffen.

## Historisches
Der Hygieniker Max von Pettenkofer stellte 1858 bei Luftwechsel-Messungen in seinem Büroraum fest, dass sich nach dem vermeintlichen Abdichten sämtlicher Fugen die Luftwechselrate weniger als erwartet verminderte, und erklärte dies durch einen erheblichen Luftaustausch durch die Ziegelwände hindurch. Nach heutigem Kenntnisstand hatte er jedoch übersehen, dass Zimmer auch andere Bauteile als Wände haben und der Ofen in seinem Versuchsraum nicht abgedichtet war. Insbesondere die Holzbalkendecken der damaligen Zeit stellten sich bei Messungen mit und ohne Linoleumauflage später als sehr fugenundicht heraus. Dass Ziegel, Luftkalkmörtel und ähnliche poröse Baustoffe luftdurchlässig sind, demonstrierte er durch einen Versuch, in dem er auf die Stirnflächen eines wenige Zentimeter großen zylindrischen und seitlich abgedichteten Probenstücks einen kleinen Trichter aufsetzte und durch kräftiges Blasen durch die Probe hindurch eine Kerze ausblies. Der Luftaustausch durch die Zimmerwände hindurch sei, so Pettenkofer, ein wesentlicher Beitrag zum Raumluftaustausch. Nasse Wände hingegen würden den Luftwechsel behindern (wie ebenfalls im Versuch demonstrierbar). Pettenkofer war noch stark von der mittelalterlichen „Miasmenvorstellung“ geprägt.
Tatsächlich sind zahlreiche poröse Baustoffe im Sinne Pettenkofers luftdurchlässig. Ein Lufttransport durch das Porengefüge hindurch kann jedoch nur durch einen Luftdruck-Unterschied zwischen den beiden Seiten einer Wand in Gang gesetzt werden. Da sich der Luftdruck im Gebäude üblicherweise fast nicht vom Außenluftdruck unterscheidet, ist keine treibende Kraft für einen solchen Transportvorgang vorhanden. Der vom Wind verursachte Staudruck an der Außenoberfläche ist zu geringfügig, um Luftaustauschraten zu erzeugen, die im Vergleich zu den sonstigen Undichtigkeiten von Bedeutung sein könnten. Außerdem werden derartige Baustoffe in der Praxis immer in Verbindung mit einer luftdichten Schicht, z. B. Putzen und Bauplatten, eingesetzt, so dass die Wand als Ganzes nicht luftdurchlässig ist. Dies wurde 1928 durch Messungen unter definierten Randbedingungen an Bauteilen durch Ernst Raisch bewiesen.

## Moderne Prüfung der Luftdurchlässigkeit
Den größten Fassaden-Prüfstand Europas hat seit 2008 die Hochschule Luzern. Eine 2,5 Meter tiefe Prüfkammer mit einer 8 m × 12 m großen Öffnung ermöglicht die Prüfung der Luftdurchlässigkeit, der Schlagregendichtheit und der Widerstandskraft gegen Windlast.